# نهر ريني
نهر ريني هو نهر تشكل جزءًا من الحدود الكندية الأمريكية التي تفصل بين شمال غرب أونتاريو وشمال مينيسوتا.

## تاريخ
ينطلق النهر من الجانب الغربي من بحيرة ريني ويتدفق من الغرب إلى الشمال الغربي بين إنترناشونال فولز فورت فرانسيس وبين باوديت ونهر ريني. يرتبط سكان كندا الأصليين بهذا النهر حيث كانت له أراضي تقليدية.